# De Deen
De Deen is een windkorenmolen te Luyksgestel. Het is een beltmolen en een bovenkruier die gebouwd is in 1839.
De naam van de molen is ontleend aan een uit Luyksgestel afkomstige teut die J. Pleek heette en zich in het Deense plaatsje Horsens had gevestigd. Na zijn dood in 1814 trok zijn gezin terug naar Luyksgestel en liet, juist nadat België van Nederland was afgescheiden, in 1839 een graanmolen bouwen die hoogstwaarschijnlijk vergemakkelijkt werd door het in Denemarken verdiende geld. Oorspronkelijk betrof het een grondzeiler, en pas in 1914 werd ze tot beltmolen verbouwd. In 1940 werd de molen tijdens een storm vernield, en ze werd heropgebouwd waarbij de as en de roeden van korenmolen De Hoop uit Giessendam werden gebruikt.
In 1959 kwam de molen in het bezit van de CAV, de Coöperatieve handelsvereniging van de Noordbrabantse Christelijke Boerenbond, maar bleef verhuurd worden aan particuliere molenaars. In 1963 werd de molen opnieuw getroffen, nu door een windhoos. Hierbij brak onder meer de as en kwam het wiekenkruis omlaag. Daarop nam de gemeente Luyksgestel de molen over en werd ze hersteld, waarbij de as van de molen te Haaren werd gebruikt.
De molen, die wel bekendstond als De Witte Molen, kreeg in 1968 de huidige naam: De Deen.
Helaas is de molen daarna weer in verval geraakt. Ze was in 2008 dan ook niet meer maalvaardig en ze had last van boktor en bonte knaagkever, terwijl er ook vochtproblemen waren.
Op 25 november 2009 werd, met het strijken van de roeden, begonnen met een hoogstnoodzakelijke restauratie. Vroeger kwam dit vaker voor maar inmiddels is dit zeldzaam geworden: staartbalk en lange spruit bestaan uit oude ijzeren molenroeden. Deze konden gehandhaafd blijven. In juli 2010 werden de gerepareerde roeden weer gestoken en de herstelde staart geheel zwart geteerd. De baard is weer volgens oud model gereconstrueerd. In maart 2011 was weer sprake van een maalvaardige molen.
De molen heeft de status rijksmonument.